# Strigiles
Strigiles är metallföremål som användes på de romerska badanläggningarna för att skrapa olja, svett och smuts från kroppen.

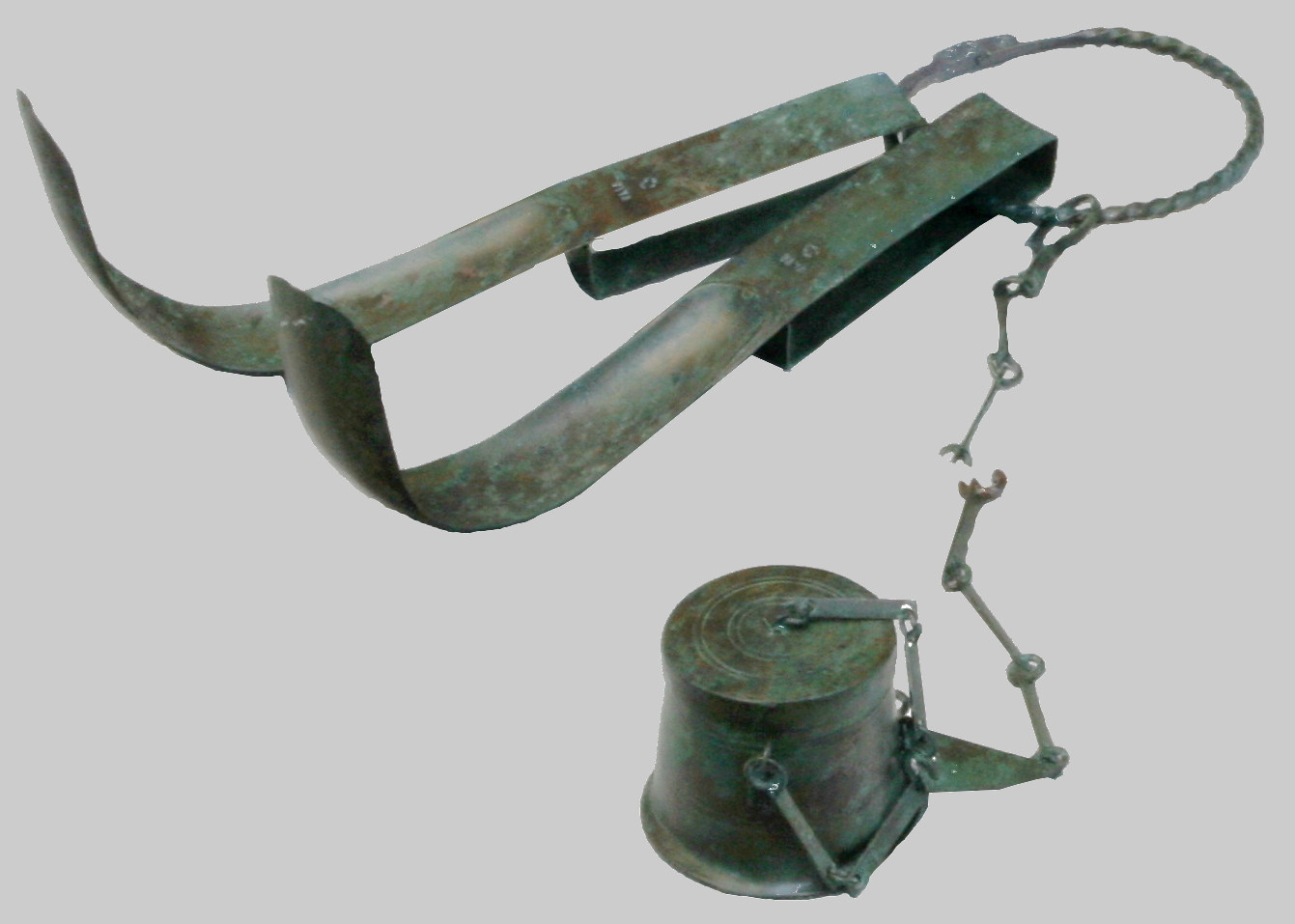
Romerska strigiles
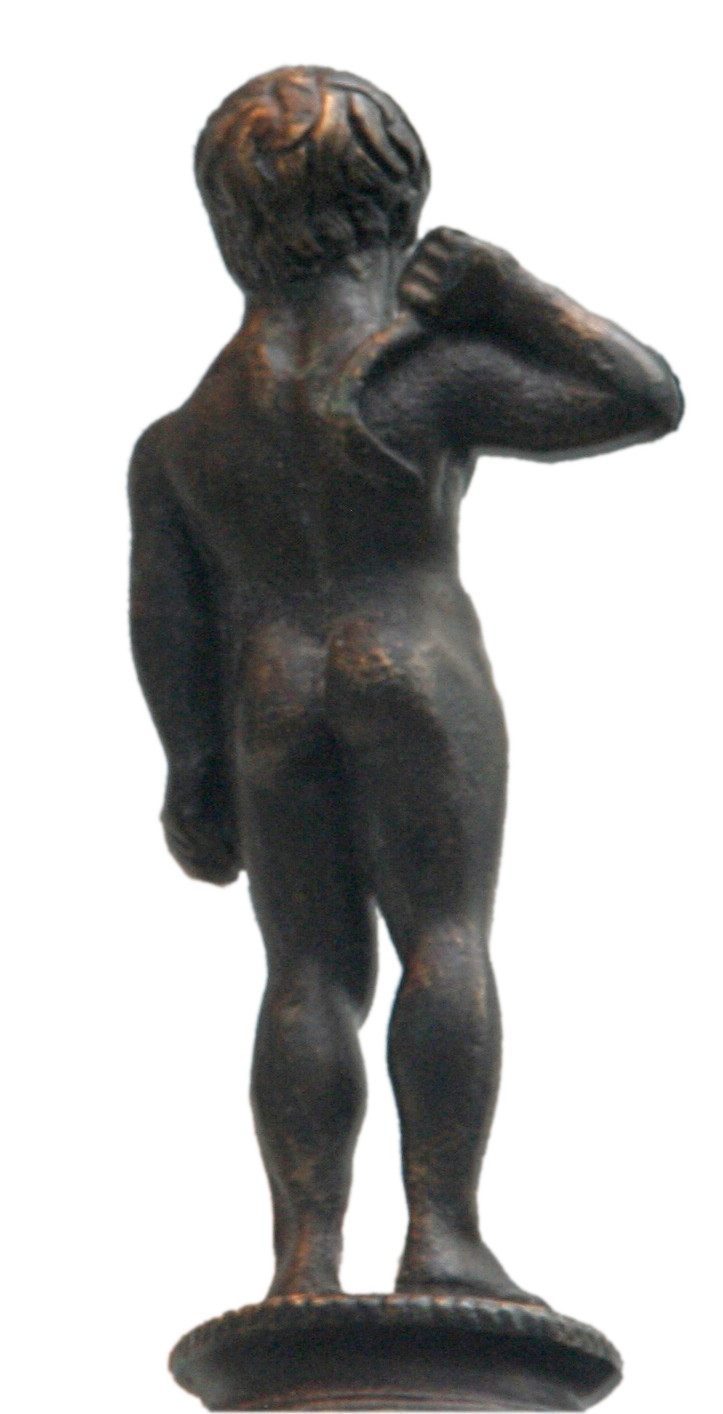
En atlet använder strigiles